# ФК Рудар Приједор
Фудбалски клуб Рудар-Приједор је фудбалски клуб из Приједора у Републици Српској. Основан је 1928. године, а тренутно се такмичи у Премијер лиги БиХ.

## О клубу
Фудбалски клуб Рудар-Приједор је настао фузионисањем два Приједорска фудбалска клуба, ОФК Приједора и Рудар Љубије. Након паузе у фудбалским талмичењима, изазване ратним вихором у БиХ, најугледнији спортски радници, договорили су се да поново оживи фудбал у граду, те да од два најјача градска клуба, настане један. Званично су ОФК Приједор(основан фузијом више градских клубова 1964) и Рудар Љубија(основан 1928) престали да постоје 21.јула 1992. године, а „рођен“ је нови, уједињени ФК „Рудар-Приједор“. Први председник клуба је био Милорад Шипка, а шеф стручног штаба Радослав Зубановић. Фузионисани клуб је преузео и наставио традицију и успјехе Рудара из Љубије. ФК Рудар Приједор своје утакмице игра на Градском стадиону у Приједору, а навијачи клуба су Алкохол бојси.

## Историја клуба

### 1928-1941
Фудбал се у Приједору почео играти почетком 20. вијека, тачније по завршетку Првог свјетског рата и ослобођењу од Аустроугарске. Прва фудбалска лопта у Приједор је стигла 1918. године, а први фудбалски клуб формиран 1919. Приједорски фудбалски клуб Славија.
1928. године, 23. маја у рударском мјесту Љубија, надомак Приједора основан је ФК Рудар Љубија, чији су чланови били махом рудари и мјештани Љубије и околних мјеста. Први званични меч, ФК Рудар Љубија је одиграо са ФК Хајдуком из Приједора, те побиједио 2-1. Према сачуваним подацима прву утакмицу одиграли су: Бранко Бјекић, Садик Буразеровић, Милан Прерад, Иван Седлачек, Тони Хрибар, Драго Недић, Полдек Мастињак, Јово Гвозден, Тоне Викић, Јосип Бречевић и Божидар Веслић. У првим годинама постојања Рудар није учествовао у званичним такмичењима Краљевине Југославије. У току Другог свјетског рата, клуб је прекинуо рад.

### Рудар у СФРЈ 1945-1992
Прави успон овог клуба и приједорског фудбала уопште почиње након Другог свјетског рата. У Приједору настају многи клубови: ОФК Приједор, Жељезничар, Житопромет, Младост, Целулоза и многи други. Прву званичну утакмицу након рата Рудар је одиграо 1947. против Подгрмеча из Санског Моста. Наредне године је у Љубији изграђен стадион за потребе тима. Исте године Рудар биљежи наступ у Купу Маршала Тита.
1952. године, први већи успјех Рудара, 2. мјесто у Обласној лиги. У борби за 1. мјесто бољи је био Борац из Бање Луке и пласирао се у Републичку лигу СФРЈ (3. степен).
1962. године, Рудар се пласира у Међузонску лигу, и ту остаје до 1967. године, кад се први пут у историји пласира у 2. Савезну лигу - Запад. Улазак у Другу лигу изборио је тим: Изетагић, Бевандић, Башкот, Мустеданагић, Миљевић, Радиновић, Дервић, Бећаревић, Бекан, Поробић и Гомбовић. Исте године Рудар, прелази на нови стадион у Приједору.
1970. године, Рудар игра у 1/16 финала Купа Маршала Тита.
У сезони 1970/71 Рудар игра квалификације за Прву савезну лигу СФРЈ у фудбалу против Пролетера из Зрењанина. Резултат је у Зрењанину био 5-0 за Пролетер, у Приједору 1-0 за Рудар, недовољно за елитни ранг СФРЈ. Екипу је водио Радослав Зубановић.
Наредне сезоне поново квалификације за Прву савезну лигу СФРЈ у фудбалу, овога пута са Спартаком из Суботице. У Суботици резултат је био 2-2 за Рудар. У Приједору пред 10.000 навијача, Рудар није био спреман за притисак, и изгубио утакмицу резултатом 1-3 за Спартак, тако да је Првенство Југославије у фудбалу остао недостижан за Рудар. Тада су за Рудар играли: Јанковић (Хидић), Вукеља, А. Башић, Поробић, Шкондро, Гомбовић, Видовић, Личина, Мандић, Бевандић и Дамјановић (Црнкић), а тренер је био Радослав Зубановић. У децембру 1979. године опроштајну утакмицу одиграла је цијела генерација фудбалера који су дали значајан допринос фудбалу и своме клубу: голман Мирослав Јанковић, Иво Башкарада, Омер Башић, Кемал Поробић, Анте Гомбовић, Никола Бевандић, Симо Дамјановић, Слободан Личина, Аки Башић, Немско Рамулић и Иво Окановић.
1973. године Рудар испада у Републичку лигу (3. степен), а 1974. у Купу стиже до 1/4 финала.
1976. године Рудар се враћа у 2. Савезну лигу, а 1977. осваја 13. мјесто, 1978. фантастично 6. мјесто, а 1979. поново испада у Републичку лигу.
1981. године Рудар испада у Регионалну лигу (4. степен), а у Републичку се враћа након 2 сезоне.
1985. године тријумфално се враћа у Другу савезну лига Југославије у фудбалу, након скоро 6 година. На Рударову несрећу, у сезони 1987/88 реформише се лига и због тога Рудар испада у новоформирану Међурепубличку лигу (3. степен).
Након само годину, поново се враћа у Другу савезну лига Југославије у фудбалу, а 1989. у Купу стиже до полуфинала. Избацује великане попут Вардара 1-0, Динама из Винковаца 4-2 и 1-1, Војводине 2-1 и 0-0, али у полуфиналу губи од мостарског Вележа. У Мостару 1-0 за Вележ, у Приједору 1-0 за Рудар, на пенале побјеђују Мостарци 5-3. У полуфиналу су играли: Решић, Маџо, Дрљача, Лукић, Бихорац, Остојић, Кеврић, Мушић (Караман), Војкић, Калтак (Здјелар) и Бјељац.
1992. године избија рат у Југославији и Рудар не игра званичне утакмице све до 1995. године.

### Послијератни период клуба
1995. године игра у Финалу Купа Републике Српске против Бањалучког Борца. У Приједору пред 10.000 гледалаца 2-1 за Рудар Приједор , а у Бањој Луци пред 25.000 гледалаца 4-2 за Борац. Од 1995. такмичи се у Првој лиги Републике Српске под именом ФК Рудар Приједор и своје утакмице игра на Градском стадиону Приједору. У сезони 1995/96, у групи запад , Рудари освајају прво мјесто, а у финалу такмичењима, након двомеча са Бокситом и пораза укупним резултатом 3-7(2-1 и 2-5) завршава сезону као вицешампион.
- Од 1996 до 2001, клуб је у тешкој материјалној ситуацији, издржава се буквално сам од себе, те се грчевито бори за опстанак са младим тимом. Нажалост у сезони 2000/01 клуб завршава сезону на 15.мјесту и испада у нижи ранг, Друга лига РС, група запад..
- Након испадња у другу лигу, клуб консолидује редове и експресно се враћа у Прву лигу Републике Српске, након само једне сезоне у нижем рангу. Окосницу клуба чине домаћи млади играчи уз пар старијих као што су Игор Мандић, Славиша Краљ и голман Дејан Марјановић. Од сезоне 2002/03 клуб наставља такмичење у Првој лиги Републике Српске. Углавном је пласиран у златној средини, а најбољи пласман биљежи у сезони 2005/06 када заузима 6.мјесто. Али већ наредне сезоне, мора поново да напусти елитни ранг Републике Српске. Овај пут „Рудари“ нису имали спортске среће јер, иако су завршили на 13.мјесту, и имали само 9 бодова заостатка за тадашњим шампионом, ФК Лакташи, клуб испада због лошије гол-разлике у односу на Зворничку Дрину.

Запажен резултат је забиљежен у Купу Републике Српске, када је тим са Града на Сани, по други пут у клупској историји играо финале намасовнијег такмичења у Републици Српској 2006. године. Нажалост и овај пут фортуна је окренула леђа тиму из Приједора, те је у финалу са 3-2 била успјешнија ФК Славија Источно Сарајево.

### Шампионска ера
У сезони 2007/08 у клуб долази тренер Дарко Несторовић и прави снажан тим, махом од младих играча, пониклих у Рудару који започињу једну нову еру у историји клуба. Наиме у сезони 2007/08, Рудар убједљиво осваја прво мјесто у Другој лиги , група Запад и враћа се у Прву лигу. А наредна сезона, 2008/09 биће најсјајнијим словима записана у историји клуба из Приједора . ФК Рудар Приједор је постао шампион Републике Српске у фудбалу!И то на маестралан начин;18 побједа,10 ремија и само 2 пораза , уз фантастичну гол-разлику 49-19. Треба истаћи да у том периоду , од 2007-2009 тим није изгубио ниједан меч на домаћем терену.
Улазак у Премијер лигу изборили су: Александар Новаковић, Милан Кондић (голмани), Будимир Деспотовић, Слободан Добријевић, Драгослав Стакић, Бранко Илинчић, Борис Музгоња, Горан Котаран, Саша Стјепић, Саша Ковачевић, Арнес Бркић, Игор Голић, Неџад Жерић, Ведран Кантар, Огњен Дашић, Бојан Кецман, Борис Башић, Борис Влачина, Горан Тадић, Бобан Здјелар, Дејан Станишић, Александар Станојчић, Небојша Шодић. Тренер Дарко Несторовић.

### Рудар Приједор у Премијер лиги
Од сезоне 2009/10 Рудар је стандардни члан Премијер лиге. У дебитансткој сезони клуб је заузео 10 мјесто, да би у сезони 2010/11 били још боље пласирани на 9.мјесту, те су били хит сезоне, јер су дуго времена били међу 4 најбоље клуба , а у Приједору су играчи тренера Борис Гаврана имали сјајну подршку вјерних навијача , те играли веома допадљив и ефикасан фудбал. Напад је предводио Мирза Џафић који је сезону завршио са 12 постигнутих голова. Исте сезоне клуб је догурао и до 1/4ф Купа Босне и Херцеговине, гдје га је елиминисао каснији освајач, Жељезничар. У Сарајеву је било 3-0 за домачина, а у реваншу 0-0 на Градском стадиону. У сезони 2011/12 клуб је имао мањих проблема, али ипак их превазишао и сезону завршио на 11.мјесту.

### Статистика Рудара у такмичењимаСФРЈ
- У 2. Савезној лиги СФРЈ, ФК Рудар Приједор је одиграо 14 сезона и то у периодима (1967-73), (1976-79), (1985-88) и (1990-92). Највеће успјехе је остварио у сезонама 1970/71 и 1971/72 када је био надомак 1. Савезне лиге СФРЈ. ФК Рудар Приједор је имао запажену улогу у овоме, тада веома јаком рангу такмичења на просторима бивше СФРЈ. Чланови овог ранга такмичења су својевремено били тимови као ФК Борац Чачак, ФК Леотар Требиње, ФК Спартак Суботица, НК Шибеник, ФК Борац Бања Лука, НК Марибор, НК Вартекс Вараждин, НК Загреб, НК Осијек, ФК Напредак Крушевац те многи други великани екс-југословенског фудбала.
- У 14 сезона, Рудар је одиграо 364 меча, притом остварио 155 побједа, 73 ремија и доживио 137 пораза. Гол-разлика је била 486-455. Број освојених бодова 377.
- Рудар је својевремено играо и нижим лигама, као Републичкој и Регионалној, али на кратко, углавном годину или двије.
- Рудар је био редован учесник Купа Маршала Тита, најмасовнијег такмичења у Југославији. Запажени резултати су постигнути у сезони 1970. и 1979. када је Рудар стигао до 1/16 финала, као и највећи Куп успјех 1989, када је Рудар ушао у полуфинале.

### Учинак клуба од 1995. године
-Пласман по сезонама:
- 1995/96 1. мјесто група Запад, 16 побједа, 2 неријешено, 2 пораза, ГР:37-13, Бод:50
- 1996/97 4. мјесто група Запад, 10 побједа, 5 неријешено, 7 пораза, ГР:35-18, Бод:35
- 1997/98 14. мјесто 12 побједа, 8 неријешено, 14 пораза, ГР:33-42, Бод:44
- 1998/99 14. мјесто 12 побједа, 6 неријешено, 16 пораза, ГР:39-46, Бод:42
- 1999/00 13. мјесто, 17 побједа, 4 ремија, 17 пораза, ГР:47-45, Бод:55
- 2000/01 15. мјесто (испао у II лигу), 8 побједа, 7 ремија, 15 пораза, ГР:38-60, Бод:31
- 2001/02 - Друга Лига (Завршава другу лигу убједљиво први)
- 2002/03 11. мјесто, 10 побједа, 4 ремија, 14 пораза, ГР:31-41, Бод:34
- 2003/04 8. мјесто, 13 побједа, 2 ремија, 15 пораза, ГР:44-47, Бод:41
- 2004/05 10. мјесто, 13 побједа, 4 ремија, 13 пораза, ГР:31-35, Бод:43
- 2005/06 6. мјесто, 14 побједа, 2 ремија, 14 пораза, ГР:36-39, Бод:44
- 2006/07 14. мјесто (испао у II лигу), 13 побједа, 1 реми, 16 пораза, ГР:36-40, Бод:40
- 2007/08 - Друга Лига (Завршава другу лигу убједљиво први)
- 2008/09 1. мјесто 18 побједа, 10 ремија, 2 пораза, ГР:49-19, Бод:64

-Пласман по сезонама у Премијер лиги БиХ : 
- 2009/10 11.мјесто, 11 побједа, 5 ремија, 14 пораза, ГР:27-32, Бод:38
- 2010/11 9.мјесто, 11 побједа, 8 ремија, 11 пораза, ГР:37-41, Бод:41
- 2011/12 10.мјесто, 10 побједа, 4 ремија, 16 пораза, ГР:30-46, Бод:34
- 2012/13 11.мјесто,10 побједа,6 ремија,14 пораза, ГР:37-42, Бод:36
- 2013/14 15. мјесто,Бод:27
- 2015/16

## Највећи успјеси
- Прва лига Републике Српске
  - Првак (2): 2008/09., 2014/15.
  - Друго место (1): 1995/96.
- Куп Републике Српске
  - Победник (1): 2014/15.
  - Финалиста (4): 1994/95., 2005/06, 2013/14, 2021/22.
- Друга лига Републике Српске
  - Победник (2): 2001/02.,2007/08.

## Стадион
Градски стадион у Приједору изграђен је 1952. године. Од његове изградње првобитно је ово здање било дом и терен на којем је своје утакмице као домаћин играо ОФК Приједор, да би касних 70-их година прошлог вијека постао и дом ФК “Рудар”, који се због пласмана у виши ранг такмичења, Републичку лигу тадашње Југославије, из Љубије преселио у Приједор. Од 1992, престанком рада ОФК “Приједор”, Градски стадион остаје на употребу ФК “Рудар Приједор”, који је настао интеграцијом два клуба, ОФК Приједора и Рудара Љубије из Приједора.
Градски стадион у Приједору, који је у власништву Града Приједора, има капацитет 3.540 столица за сједење. На сјеверу и западу су пласманом у Премијер лигу БиХ 2009. године постављене столице по условима које прописује Европска фудбалска федерација УЕФА, док је реконструкцијом источне трибуне обезбјеђено додатних 2.040 сједећих мјеста чиме су испуњени сви услови за несметано играње у Премијер лиги БиХ. Око самог терена се налази атлетска стаза стандардне дужине од 400 метара, те на југу, на којем се налази и семафор, приступ за санитетска возила. Свлачионице за екипе и службене просторије налазе се испод западне трибуне и преуређене су пласманом у највиши ранг такмичења.
У периоду од 2009. до 2012. године у реконструкцију Градског стадиона Приједор уложено је близу милион евра. Урађена је реконструкција западне трибине капацитета 1.500 сједећих мјеста, реконструкција електро и водоводне мреже, те дренаже и наводњавања травнате подлоге.
Радови на изградњи источне трибине почели су 15. јула 2011. године и завршени су 9. августа 2012. године. Са новом трибином капацитета 2.040 сједећих мјеста, која ће испод себе имати и низ пословних простора, Градски стадион у Приједору ће имати укупно 3.540 сједећих мјеста и добио је нови, много љепши изглед што је и био приоритет с обзиром да се налази у строгом центру Приједора.

## Састав тима у сезони 2015/16
| Бр. |                     | Позиција | Играч              |
| --- | ------------------- | -------- | ------------------ |
| 12  | Босна и Херцеговина | Г        | Далибор Козић      |
| 1   | Босна и Херцеговина | Г        | Немања Петровић    |
| 4   | Србија              | О        | Петар Богдановић   |
| 5   | Босна и Херцеговина | О        | Немања Пекија      |
| 18  | Босна и Херцеговина | О        | Aleksandar Jovičić |
| 2   | Босна и Херцеговина | О        | Небојша Шодић      |
| 14  | Босна и Херцеговина | О        | Чедомир Ћулум      |
| 77  | Босна и Херцеговина | О        | Борислав Ерић      |
| 23  | Босна и Херцеговина | О        | Немања Марић       |
| 20  | Босна и Херцеговина | С        | Небојша Пејић      |
| 44  | Босна и Херцеговина | С        | Стефан Гаврановић  |
| 13  | Босна и Херцеговина | С        | Зоран Милутиновић  |
| 8   | Босна и Херцеговина | С        | Синиша Радоја      |
| 11  | Босна и Херцеговина | С        | Ведран Кантар      |
| 15  | Босна и Херцеговина | С        | Маринко Растока    |
| 6   | Босна и Херцеговина | С        | Бојан Буразор      |
| 10  | Босна и Херцеговина | С        | Љубан Антонић      |